# Atululi
 (juillet 2018).
Atululi est l’un des 14 villages principaux qui constituent la zone urbaine de la municipalité d’Alou, située dans le département de Lebialem, dans la Région du Sud-Ouest du Cameroun. La zone urbaine de la  municipalité d’Alou est divisée en deux chefferies (fondoms) principales : Ndugatet et Nwametaw. Atululi se situe dans la chefferie de Ndugatet.

## Géographie et environnement

### Population
D’après le recensement sous base volontaire effectué à Atululi, ce village contient une population de 491 habitants distribuée selon les tranches d’âge suivantes :
- 206 < 15 ans
- 138 [15 ans - 30 ans]
- 89 [30 ans - 50 ans]
- 59 > 50 ans